# Тионилхлорид
Тионилхлорид (хлористый тионил) SOCl2 — хлорангидрид сернистой кислоты. Относится к тионилгалогенидам.

## Свойства
Тионилхлорид — бесцветная дымящаяся на воздухе жидкость с удушающим запахом. Молекула тионилхлорида имеет пирамидальное строение. С точки зрения состава и структуры вещество представляет собой серосодержащий аналог фосгена.
При нагревании выше температуры кипения тионилхлорид начинает разлагаться с образованием S2Cl2, SO2, Cl2. Выше 440 °C наблюдается полный распад соединения.
В воде разлагается на диоксид серы и хлороводород:
{\displaystyle {\mathsf {SOCl_{2}+H_{2}O\rightarrow SO_{2}\uparrow +2HCl\uparrow }}}
Широко применяется в органическом синтезе в качестве хлорирующего агента, например, для получения хлорангидридов карбоновых кислот и алкилгалогенидов:
{\displaystyle {\mathsf {RCOOH+SOCl_{2}\rightarrow RCOCl+SO_{2}\uparrow +HCl\uparrow }}}
{\displaystyle {\mathsf {ROH+SOCl_{2}\rightarrow RCl+SO_{2}\uparrow +HCl\uparrow }}}

## Получение
Тионилхлорид можно получить по следующим реакциям:
{\displaystyle {\mathsf {SO_{3}+SCl_{2}\rightarrow SOCl_{2}+SO_{2}\uparrow }}}
{\displaystyle {\mathsf {SO_{2}+PCl_{5}\rightarrow SOCl_{2}+POCl_{3}}}}
{\displaystyle {\mathsf {SO_{2}+Cl_{2}+SCl_{2}\rightarrow 2SOCl_{2}}}}
{\displaystyle {\mathsf {SO_{3}+Cl_{2}+2SCl_{2}\rightarrow 3SOCl_{2}}}}
В промышленности тионилхлорид получают прямым взаимодействием серы, кислорода, хлора при 180—200 °C (с использованием в качестве катализатора активированного угля) или действием избытка диоксида серы на тетрахлорметан в присутствии хлорида алюминия при 150 °C и давлении около 4 МПа (40 кгс/см2).

## Применение
Применяют в производстве красителей, фармацевтических препаратов, графена, для хлорирования.
Реакция кодеина с тионилхлоридом и последующим каталитическим восстановлением и деметилированием используется для получения дезоморфина.

### Литийтионилхлоридные батарейки
Применяют в качестве положительного электрода в одноразовых литиевых химических источниках тока, т. н. литийтионилхлоридных батарейках. Отрицательный электрод литиевый. Химический процесс в батарее:
{\displaystyle {\mathsf {4Li+2SOCl_{2}\rightarrow 4LiCl+S+SO_{2}}}}
Напряжение новой батареи 3.65 В, окончание разряда 3.0 В. Характеристика разряда плоская с резким падением напряжения в конце ёмкости.
Эти батарейки отличаются высокой плотностью энергии (0.5 кВт*ч/кг, 1.2 кВт*ч/л), длительными сроками работы (свыше 20 лет, саморазряд ~1 %/год) и широким температурным диапазоном (до −80..+130 °C). Однако их применение ограничено профессиональными применениями в связи с токсичностью содержимого и риском взрывного разрушения при коротком замыкании.
Батареи этого типа обладают склонностью к пассивации — осаждению плёнки хлорида лития на литиевом электроде при длительном отсутствии нагрузки или малых токах потребления. При этом внутреннее сопротивление батареи значительно растет. При нагружении батарея через некоторое время восстанавливает характеристики.

## Опасность

### Опасность для здоровья
Токсичен, раздражает и разъедает слизистые оболочки, вызывая тяжёлые ожоги. При н.у. тионилхлорид легко испаряется (парциальное давление паров 16 кПа). Его пары обладают очень сильным раздражающим действием при контакте с кожей, глазами и слизистыми оболочками. Вдыхание паров тионилхлорида может вызвать отек легких. Чрезмерное воздействие может привести к появлению симптомов нефиброзного повреждения легких. При воздействии вещества возможны обострения астмы и других респираторных заболеваний, кожной аллергии, экземы. При контакте с веществом место контакта промывают большим количеством воды. Пары тионилхлорида тяжелее воздуха.
При попадании в ЖКТ или легкие вещество активно всасывается в организм. Летальная концентрация (LC50) для крысы 500 ppm при вдыхании паров в течение 1 часа. При попадании в ЖКТ запрещается вызывать рвоту водой.
В России класс опасности 2, максимальная разовая ПДК в воздухе рабочей зоны 0,3 мг/м3 (1998 год). В США предельный пороговый уровень однократного воздействия согласно OSHA и ACGIH 1,0 ppm (5,0 мг/м3) (2001 год).

### Химическая опасность
Вещество разлагается при разогреве свыше 140 °C с образованием токсичных и едких дымов. Бурно реагирует с водой, образуя токсичные пары диоксида серы и хлорводорода. Реагирует с опасностью пожара и взрыва со многими веществами, например, аминами, основаниями и металлами.
Вещество входит в Список 3 Конвенции о запрещении химического оружия как прекурсор некоторых боевых нервно-паралитических отравляющих веществ.

### Пожарная опасность
Не горюче, но многие реакции могут привести к пожару или взрыву. При температурах выше 140 °C (в том числе в огне) выделяют раздражающие или токсичные пары и газы. Запрещается применение воды при тушении пожара если рядом есть тионилхлорид. Допустимо применение порошковых и углекислотных средств тушения.